# Agrostophyllum cyathiforme
Agrostophyllum cyathiforme är en orkidéart som beskrevs av Johannes Jacobus Smith. Agrostophyllum cyathiforme ingår i släktet Agrostophyllum och familjen orkidéer. Inga underarter finns listade i Catalogue of Life.